# 阮惟勝
阮惟勝（越南语：／；1872年—？年），越南阮朝官員。

## 生平
阮惟勝是廣平省廣澤府布澤縣河泊總里和村（今屬廣平省布澤縣里澤社）人，嗣德二十五年（1872年）出生。祖父是三甲阮惟勳，父親是大臣阮惟勉，弟弟阮惟勭是舉人，阮惟勣是三甲，阮惟勫是二甲，阮惟劭是副榜。
成泰十年（1898年），阮惟勝以蔭生秀才參加會試，會試中格，庭試考中副榜。後任廣義督學。啟定年間任都察院掌印。